# الگوی ویدمن‌اشتاتن

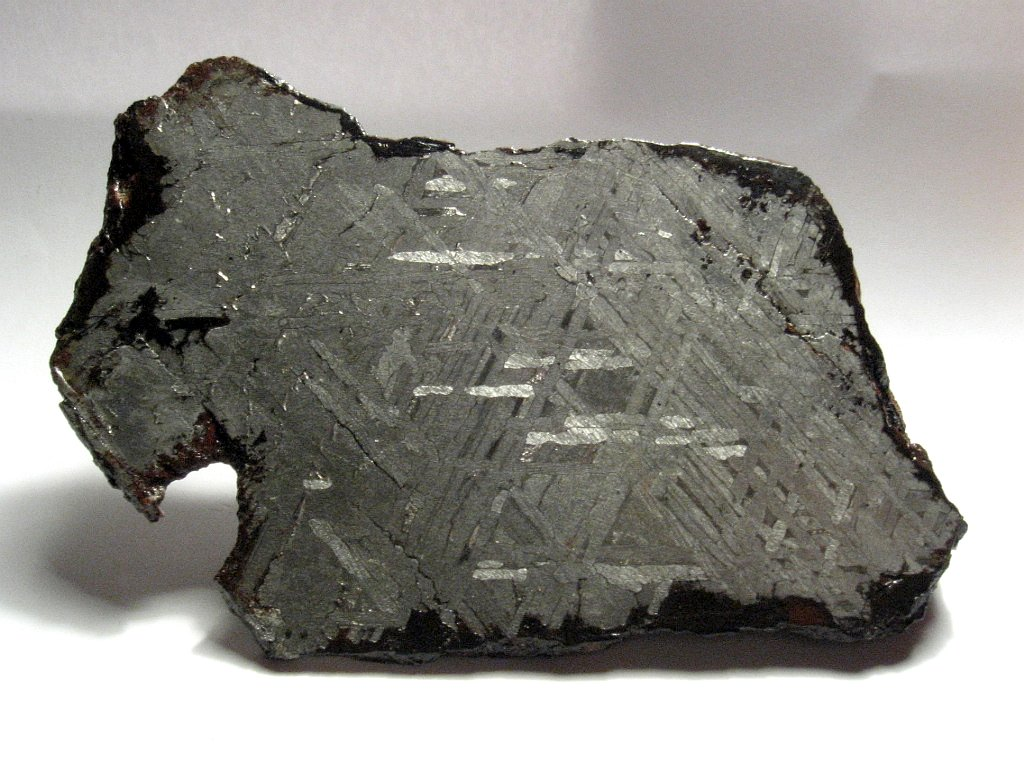
تکه‌ای از شهاب‌سنگ تلوکا با طول حدود ۱۰ سانتی‌متر

الگوهای ویدمن‌اشتاتن یا به شکل دقیق‌تر ساختارهای تامسون اشکالی از کریستال‌های نیکل-آهن هستند که در اکتاهیدرات‌های شهاب‌سنگ آهنی و بعضی پالازیت‌ها یافت می‌شوند.
آن‌ها از ترکیب مقدار مناسبی از کاماسیت و نوارهای تائنیت که به آن‌ها لاملا گفته می‌شود، تشکیل شده‌اند. معمولاً در درزهای درون لاملا می‌تواند ترکیب مناسبی از کاماسیت و تائنیت به نام پلیسیت پیدا کرد.
الگو ویدمن‌اشتاتن ویژگی‌های استیل‌های جدید مانند آلیاژها تیتانیوم و زیرکونیم را توصیف می‌کند.

## کشف

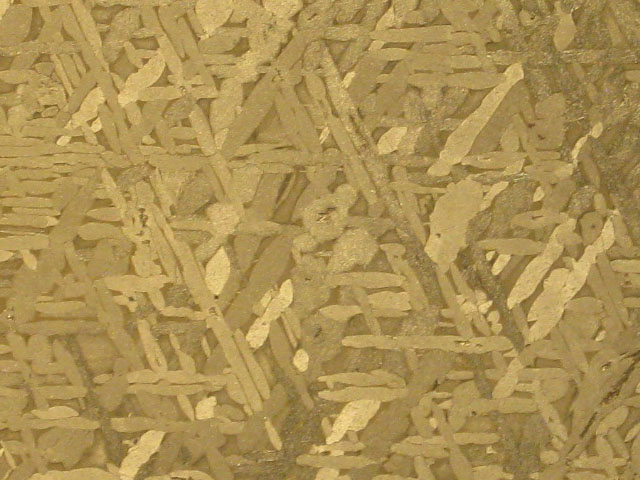
الگو ویدمن‌اشتاتن در شهاب‌سنگ استاونتن

در ۱۸۰۸، این الگوها به نام کونت الویس وون بخ ویدمن‌اشتاتن (مسیول چینی امپراتوری وین) نام گرفتند. زمانی که شعله شهاب‌سنگ آهنی را گرم می‌کند، ویدمن‌اشتاتن متوجه تفاوت رنگ و جلا مناطق مختلف (به خاطر تفاوت میزان اکسیده شدن) شد. او این دستاورد رو منتشر نکرد و فقط به همکارانش در مورد آن گفتگو کرد.
کارل وون اسکریبرس، مسیول کابینه مواد معدنی و جانورشناسی متوجه این کشف شد، و این ساختار را ویدمن‌اشتاتن نامید.
ولی امروزه بر این باورند که تمام اعتبار این کشف در واقع باید متعلق به معدن‌شناس انگلیسی ویلیام تامسون باشد. چون اون همین دستاورد را چهار سال زودتر منتشر کرد.
تامسون زمانی که در ناپل در سال ۱۸۰۴ کار می‌کرد، یک شهاب‌سنگ کراسنوجرسک را با اسید نیتریک آزمایش کرد با هدف این که زنگ آهن آن را به علت اکسیده شدن از بین ببرد. بلافاصله پس از برخورد اسید با فلز، اشکال عجیبی در سطح آن پدیدار شد که که آن را مانند بالا گزارش و توصیف کرد. جنگ‌های داخلی و ناپایداری سیاسی در ایتالیای جنوبی باعث شد که تامسون نتواند ارتباط خود را با همکارانش در انگلیس حفظ کند. این موضوع به خاطر مرگ پیک همراهش به وجود آمد. به خاطر همین موضوع در ۱۸۰۴ مشاهداتش فقط در فرانسه توسط Bibliothèque Britannique منتشر شد. در آغاز سال ۱۸۰۶ ناپلئون به امپراتوری ناپل حمله کرد و تامسون ناچار به فرار به سیسیلی در نوامبر همان سال شد. او در پالرمو در سن ۴۶ سالگی در گذشت. در ۱۸۰۸ کارهای تامسون دوباره به زبان ایتالیای در Atti dell'Accademia Delle Scienze di Siena انتشار پیدا کرد.
نبردهای ناپلئون باعث قطع ارتباط تامسون با جامعه دانشمندان شد، همچنین مرگ زودهنگام وی باعث شد زحماتش تا سال‌های زیاد مورد توجه قرار نگیرند.

## اسم
اسم‌های رایج برای این اشکال الگو ویدمن‌اشتاتن و ساختار ویدمن‌اشتاتن هستند. هر چند در نحوه نوشتن آن اختلاف وجود دارد.
همچنین به خاطر زودتر بودن کشف تامسون خیلی از افراد پیشنهاد دادند که به این اشکال ساختار تامسون یا ساختار تامسون-ویدمن‌اشتاتن گفته شود.

## نحوه تشکیل لاملا

دیاگرام فاز به ما نحوه شکل‌گیری الگوها را نشان می‌دهد. اولین آهن شهاب‌سنگی به‌طور انحصاری تائنیت را شکل داده‌است. زمان سرد شدن یک فاز مرزی را رد می‌کند که در آن کاماسیت از تائنیت جدا می‌شود. آهن شهاب‌سنگی با کمتر از ۶ درصد نیکل به‌طور کامل به کامکایت تغییر می‌کند.

آهن و نیکل در دمای کمتر از نقطه ذوب آن‌ها آلیاژهای همگنی تولید می‌کنند، که این آلیاژها تائنیت هستند. در دماهای کمتر از بازه ۹۰۰ تا ۶۰۰ درجه سانتی گراد (بسته به مقدار نیکل)، دو آلیاژ با مقدار متفاوت نیکل پایدارند: کاماسیت با مقدار نیکل ۵ تا ۱۵ درصد و تائنیت با مقدار نیکل بال (تا ۵۰٪). اکتاهیدرات شهاب‌سنگ‌ها دادرای مقداری نیکل به اندازه متوسط کاماسیت و تائنیت هستند. این باعث می‌شود که در خنک‌سازی آهسته ته‌نشینی کاماسیت و افزایش ظروف کاماسیت در میان بلورنگاری‌های مشخصی در شبکه براوه تائنیت باشیم.
تشکیل کامکایت با نیکل کم باعث پخش نیکل در آلیاژ جامد در دمای بین ۴۵۰ تا ۷۰۰ درجه سانتی‌گراد می‌شود، و فقط در هنگام خنک‌سازی آهسته این اتفاق می‌افتد، حدود ۱۰۰ تا ۱۰٬۰۰۰ °C/Myr، همراه با مجموع زمان سرمایش 10 Myr یا کمتر. این اتفاق توضیح می‌دهد که چرا نمی‌توان آن را در آزمایشگاه ساخت.

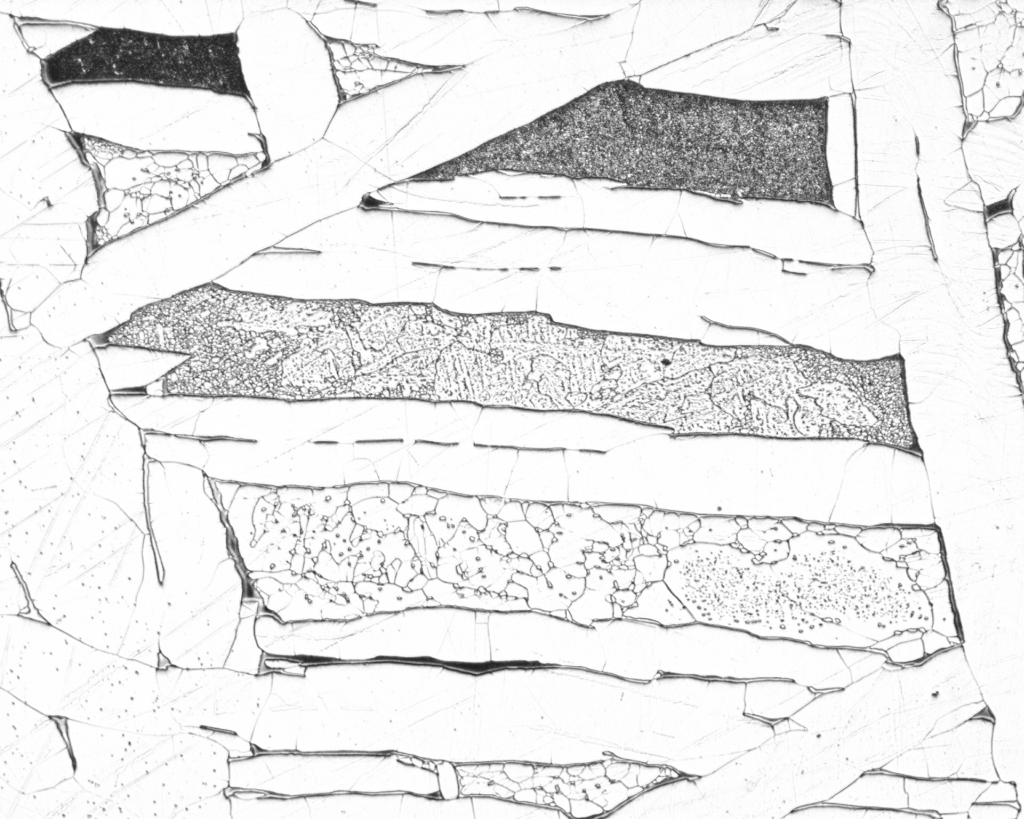
الگو ویدمن‌اشتاتن، متالوگرافی بخش صیقل‌خورده

الگوهای کریستالی زمانی که شهاب‌سنگ بریده شده، صیقل داده شده و توسط اسید خورده شده باشد قابل دیدند می‌شوند. به این خاطر که تائنیت مقاومت بیشتری در برابر اسید دارد. در عکس نشان‌داده شده، خطوط سفید پهن کامکایت هستند (ابعاد mm مربع است)، و خطوط نازک نوار تائنیت هستند. به ناحیه‌های تاریک لکه‌دار پلسیت گفته می‌شود.

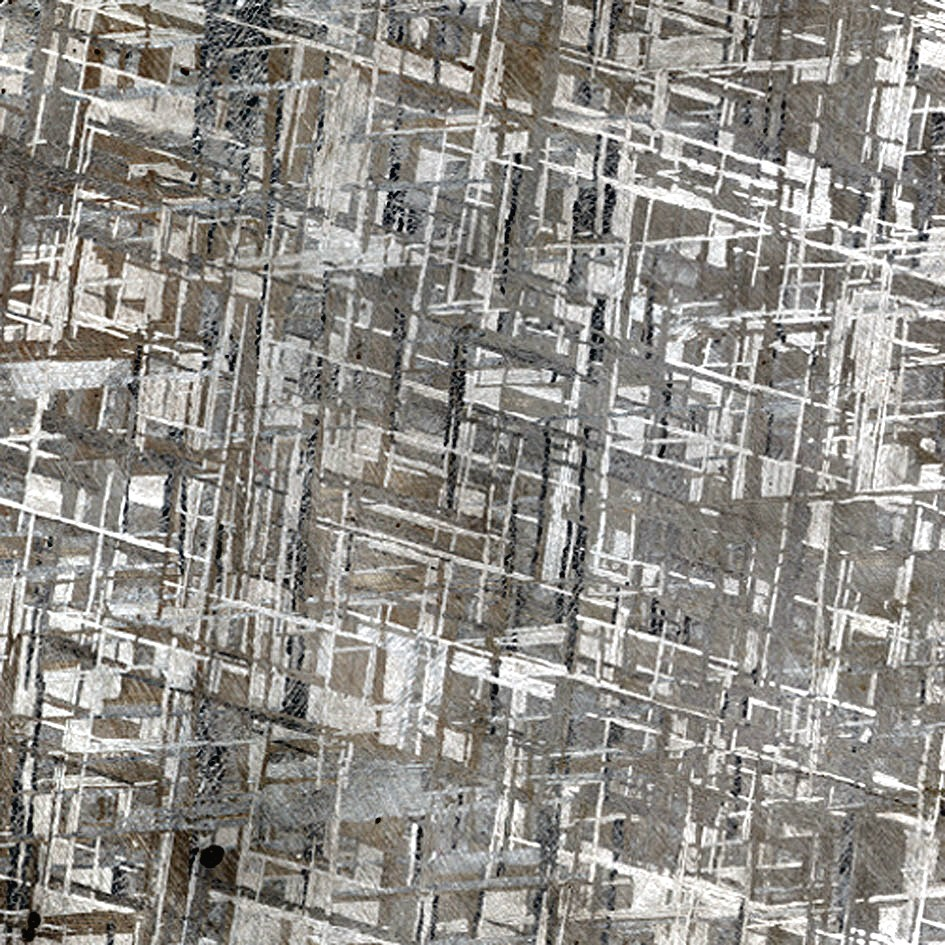
یک الگو نازک ویدمن‌اشتاتن (لاملا با پهنای 0.3mm) از یک شهاب‌سنگ گیبیون

ابعاد لاملا (لایه نازک) کامکایت بسته به مقدار نیکل درشت و نازک است. به این، دسته‌بندی ساختاری می‌گویند.

## استفاده
از آنجا که کریستال‌های نیکل-آهن به اندازه چند سانتی‌متر، فقط زمانی ایجاد می‌شوند که فلز در زمان بسیار زیادی سرد شود (بالای چندین میلیون سال)، وجود چنین بافتی اثبات‌کننده منشأ فرازمینی آن ماده و می‌توان از آن برای تشخیص این که آیا یک فلز از شهاب‌سنگ آمده‌است یا خیر استفاده کرد.

## آماده‌سازی
روش‌های متفاوتی برای آشکارسازی الگو ویدمن‌اشتاتن در فلزات شهاب‌سنگی وجود دارند. به‌طور معمول تکه‌ای از آن جدا می‌شود، صیقل می‌خورد، تمیز می‌شود، سطح آن توسط مواد شیمیایی مانند نیتریک اسید یا فریک کلرید خورده می‌شود، تمیز می‌شود و سپس خشک می‌شود.

## شکل و جهت
برش شهاب‌سنگ از زوایای مختلف در شکل و جهت ویدمن‌اشتاتن تأثیر می‌گذارد، چون لاملای کاماسیت در اکتاهیدرات‌ها به‌طور دقیق چینده شده‌اند. اسم اکتاهیدرات‌ها از ساختار کریستالی هشت‌وجهی که موازی است برگرفته شده‌است. وجه‌های مخالف با هم موازی‌اند، اگر چه یک هشت‌وجهی دارای هشت وجه است ولی فقط ۴ سری از ظروف کاماسیت وجود دارند. آهن و نیکل آهن و نیکل-آهن کریستال با ساختار متفاوت را به ندرت شکل می‌دهد؛ ولی این جهت‌ها را نیز می‌توان با بلورنگاریبدون هیچ کار اضافه‌ای شناسایی کرد. برش یک اکتاهیدرات شهاب‌سنگ در جهات مختلف (یا هر ماده دیگری که دارای تقارن اکتاهدرال، که زیر مجموعه‌ای از تقارن مکعبی است) باعث یکی از حالات زیر می‌شود.
- به‌طور عمود از یکی از سه محور بریده شود: دو سری پاره خط با زاویه یکسان
- به طول موازی یکی از وجه‌های هشت‌وجهی بریده شود (هر سه یال با فاصله یکسان از مرکز بریده شوند): سه پاره خط با زاویه ۶۰ درجه نسبت به هم
- هر زاویه دیگر: چهارپاره‌خط با زاویه‌های متفاوت نسبت به هم

## ساختار در مواد غیر شهاب‌سنگی
اصطلاح ساختار ویدمن‌اشتاتن برای مواد غیر شهاب‌سنگی نیز استفاده می‌شود. این اصطلاح ساختاری با یک الگو هندسی حاصل از شکل‌گیری یک فاز جدید همراه با سطوح هموار بلورنگاری فاز والد را توصیف می‌کند، مانند ساختار توری در آلیاژهای زیرکونیم. شکل ساختارهای ویدمن‌اشتاتن به خاطر رشد در فازهای جدید (همران با افزایش مرزهای فلز والد) به‌طور معمول باعث افزایش سختی و شکنندگی فلز می‌شوند. این ساختار به خاطر ته‌نشینی یک فاز کریستالی به دو فاز مجزا شکل می‌گیرد. به همین طریق، تبدیل ویدمن‌اشتاتن متفاوت با دیگر تبدیل‌ها مانند تبدیل ماتنزیت یا فریت است. این ساختار در زاویه‌های دقیق (که می‌تواند بر اساس چینش مشبک کریستال متفاوت باشد) شکل می‌گیرد. این‌ها معمولاً ساختارهای خیلی کوچکی هستند که باید با میکروسکوپ به آن‌ها نگاه کرد. چون سرمایش باید زمان بسیاری طول بکشد تا ساختارهای بزرگ (که بدون هیچ ابزار بتوان آن را دید) تولید کند. ولی آنها معمولاً تأثیر بسیاری یا حتی انکار ناپذیری در خصوصیات آن آلیاژ دارند.
ساختارهای ویدمن‌اشتاتن باید در یک بازه دمای خاص شکل بگیرند و به مرور زمان بزرگ‌تر شوند. برای مثال در فولاد کربنی، ساختارهای ویدمن‌اشتاتن اگر موقع برگشت دادن در حدود دمای ۲۶۰ درجه سانتی‌گراد برای مدت طولانی باشند شکل می‌گیرد. این ساختارها یا تشکیل شکلی سوزم مانند می‌کنند یا رشد ظرف مانند سمنتیت در مرزهای کریستالی مارتنزیت می‌کنند. این افزایش شکنندگی فلر تنها با دوباره کریستال کردن به دست می‌آید. ساختارهای ویدمن‌اشتاتن از دگرشکلی‌های آهنکه گاهی در فلز کربن رخ می‌دهد ایجاد می‌شوند، اگر مقدار کربن کمتر ولی نزدیک ترکیب اوتکتوید (۰٫۸٪ کربن) باشد. این اتفاق تا زمانی که نخ‌های فریت در پرلیت باشد ادامه پیدا می‌کند.
ساختارهای ویدمن‌اشتاتن در فلزات دیگر نیز شکل می‌گیرند. آن‌ها در آلیاژ برنج ایجاد می‌شود، علی‌الخصوص اگر آلیاژ دارای مقدار زیاد روی باشد، که سوزن‌های روی را در ماتریکس مس تشکیل دهند. سوزن‌ها به‌طور معمولاً زمانی تشکیل می‌شوند که آلیاژ برنج بر اثر دمای کریستال‌سازی دوباره سرد شود و اگر آلیاژ برنج در ۶۰۰ درجه سانتی گراد برای مدت طولانی بماند زبر می‌شود. آهن تلوریک که همان آلیاژ آهن-نیکل است بسیار شبیه به شهاب‌سنگ هست، همچنین ساختارهای ویدمن‌اشتاتن کلفتی نشان می‌دهد. آهن تلوریک یک فلز آهنی است تا آن که یک سنگ معدنی آهن باشد، و منشأ آن بیشتر زمین است تا فضا. آهن تلوریک یک فلز بسیار نایاب است که فقط در چند نقطه در جهان یافت می‌شود. مانند شهاب‌سنگ برای ایجاد ساختار ویدمن‌اشتاتن بزرگ نیاز به سرمایش بسیار آهسته است، به جز این که در گوشته و پوسته زمین این اتفاق می‌افتد به جای آن که در خلأ و فضای با جاذبه ک رخ دهد. همچین طرح‌هایی همچنین در مالبری (آلیاژ سه‌گانه اورانیم) پس از گذر زمان (بین چند دقیقه تا چند ساعت) در دمای کمتر از ۴۰۰ درجه سانتی گراد یک فاز دستگاه بلوری مونوکلینیک ایجاد می‌کند.
ولی ظاهر و ترکیب و مراحل ایجاد این مواد زمینی ویدمن‌اشتاتن با فلز شهاب‌سنگی آن متفاوت است.
وقتی یک فلز شهاب‌سنگی به یک ابزار یا یک سلاح تبدیل می‌شود، ساختار ویدمن‌اشتاتن آن باقی می‌ماند ولی کشیده و به هم ریخته می‌شود. این الگو را نمی‌توان با آهنگری جتی با تلاش زیاد از بین برد. اگر یک چاقو یا یک ابزار از آهن شهاب‌سنگی درستی شود صیقل بخورد الگوها باز در سطح فلز پدیدار می‌شوند. فلزات طرح‌دار مانند فولاد دمشق نیز طرحشان را نگه می‌دارند. ولی آن‌ها به راحتی قابل تشخیص از ساختار ویدمن‌اشتاتن هستند.